# Flughafen, Frankfurt am Main
Flughafen, uppkallad efter den närliggande flygplatsen, är en stadsdel i Frankfurt am Main, Tyskland. Tidigare var det en självständig stad i södra Hessen. 
Med sina 236 invånare (2008) är Flughafen den minsta stadsdelen i Frankfurt. Orten har dock två järnvägsstationer (Flughafen Fernbahnhof och Flughafen Regionalbahnhof), kyrkor tillhörandes alla världens religioner och tre stora hotell. Cirka 60 000 personer har sin arbetsplats inom stadsdelen. 